# Scorzoneroides nevadensis
Scorzoneroides nevadensis là một loài thực vật có hoa trong họ Cúc. Loài này được (Lange) Greuter mô tả khoa học đầu tiên năm 2006.